# Estación El Tajamar
El Tajamar era una estación de ferrocarril ubicada en la localidad de Tartagal, Departamento Vera, provincia de Santa Fe, Argentina.

## Servicios
Era una estación intermedia del Ramal F15 del Ferrocarril General Belgrano.